# Языковой совет Уэльса
Языково́й сове́т Уэ́льса (валл. Bwrdd yr Iaith Gymraeg) — орган по регулированию валлийского языка, действовавший в 1993—2012 годах.
Языковой совет Уэльса был создан в декабре 1993 года соответствии с законом о валлийском языке 1993 года. Первым руководителем Совета был Д.Джонс.
В соответствии с Законом 1993 года, на Совет была возложена ответственность за исполнение данного Закона и контроль за соблюдением положений государственными учреждениями Уэльса. За время работы Совета с различными местными органами Уэльса было согласовано более 500 языковых конструкций валлийского языка. Совет получал ежегодный правительственный грант в размере 13 млн фунтов стерлингов, который использовался для «поощрения и облегчения использования» валлийского языка.
Рабочие группы Совета по взаимодействию с частным сектором и бизнесом начали работу с ноября 2008 года. Результатом их деятельности стала выработка собственной языковой политики на более чем 100 предприятиях Уэльса, а 150 компаний подписались под документом Совета «Инвестирование в валлийские схемы».
Языковой совет Уэльса активно способствовал развитию политики двуязычия в регионе, в том числе учредив ежегодные награды за двуязычие. В 2006 году этих наград были удостоены такие компании как FBA, Glass Hammer, Synergy Creative Design & Marketing, Hoffi, 6721, Elfen, Zodshop and Departures.
Зимой 2004 года Родри Морган, тогдашний первый министр Уэльса, объявил о своём решении упразднить Языковой совет Уэльса. Это решение вызвало неоднозначную реакцию в Уэльсе: его приветствовало Общество валлийского языка, но другие организации отнеслись к нему со скептицизмом . Языковой совет Уэльса был упразднен 31 марта 2012 года, его полномочия были переданы правительству Уэльса и комиссару по валлийскому языку.